# Gran Premio Città di Camaiore 1972
Il Gran Premio Città di Camaiore 1972, ventiquattresima edizione della corsa, si svolse il 21 giugno 1972 su un percorso di 226,8 km, con partenza e arrivo a Camaiore. La vittoria fu appannaggio del belga Roger De Vlaeminck, che completò il percorso in 5h49'46", alla media di 38,906 km/h, precedendo gli italiani Wilmo Francioni e Wladimiro Panizza.

## Ordine d'arrivo (Top 10)
| Pos. | Corridore           | Squadra                          | Tempo    |
| ---- | ------------------- | -------------------------------- | -------- |
| 1    | Roger De Vlaeminck  | Dreher                           | 5h49'46" |
| 2    | Wilmo Francioni     | Ferretti                         | s.t.     |
| 3    | Wladimiro Panizza   | Zonca                            | s.t.     |
| 4    | Mauro Simonetti     | Ferretti                         | s.t.     |
| 5    | Italo Zilioli       | Salvarani                        | s.t.     |
| 6    | Sigfrido Fontanelli | Van Cauter-Magniflex-De Gribaldy | a 1'11"  |
| 7    | Antonio Salutini    | Ferretti                         | s.t.     |
| 8    | Giuseppe Perletto   | Zonca                            | s.t.     |
| 9    | Ottavio Crepaldi    | Ferretti                         | s.t.     |
| 10   | Adriano Passuello   | Dreher                           | s.t.     |